# 天狗高原スキー場
天狗高原スキー場（てんぐこうげんスキーじょう）は、高知県津野町の天狗高原にあるスキー場。四国カルスト県立自然公園内に位置する。2023年時点では営業休止中である。

## 設備

### コース
- メインゲレンデ
- キッズゲレンデ

### リフト
- シュレップリフト 2基

### 施設
- 天狗山荘

## アクセス
- 高知自動車道「須崎東IC」より約1時間、55km